# دقيقة كبريتية أحادية الخلية مأكسدة للزرنيخ
دقيقة كبريتية أحادية الخلية مأكسدة للزرنيخ (الاسم العلمي: Thiomonas arsenitoxydans) هي نوع من البكتيريا، سلبية الغرام، تتبع جنس الدقائق كبريتية أحادية الخلية.